# Долинка (Васильевский район)
Долинка (укр. Долинка, до 2016 г. — Червоноармейское) — село,
Широковский сельский совет,
Васильевский район,
Запорожская область,
Украина.
Код КОАТУУ — 2320988808. Население по переписи 2001 года составляло 387 человек.

## Географическое положение
Село Долинка находится в 1,5 км от села Коновалова и в 4-х км от села Переможное.
По селу протекает ручей с запрудой.

## История
- 1914 год — дата основания как село Юринталь.
- В 1945 г. Указом ПВС УССР село Юренталь переименовано в Червоноармейское[3].

.
- 2016 год — переименовано в село Долинка.